# موسى وعوج
موسى وعوج هي لوحة مخطوطة من القرن الخامس عشر من إيران أو العراق. اللوحة غير مُوقعة من أي رسام، وليس لها عنوان أصلي، في الأدبيات العلمية أصبحت معروفة بعنوان موسى وعوج. وهي غير عادية بالنسبة للأوروبيين، حيث أبهرَت جمهور الاستشراق، في الجمع بين شخصيات من الديانات الإبراهيمية الثلاثة: النبي محمد ، والسيدة العذراء والطفل ، وموسى. كما يظهر بعض خلفاء محمد وأهل بيته. وُصفَت هذه اللوحة لأول مرة في ثلاثينيات القرن العشرين، ثم اقتناها ناصر خليلي في مجموعة خليلي للفن الإسلامي .

## الوصف المادي
يبلغ حجم ورقة المخطوطة 38 سنتيمتر (15 بوصة)ارتفاعها 24.8 سنتيمتر (9.8 بوصة) واسعة. تحتوي اللوحة في معظمها على مستطيل 25.6 سنتيمتر (10.1 بوصة) ارتفاعًا و 16 سنتيمتر (6.3 بوصة) واسعة، مع عناصر ممتدة خارج الحدود في الأعلى واليسار. أُنجزَت بالحبر والألوان المائية المعتمة والذهب والفضة. توجد علامات على ظهرها تعود للمالكين السابقين، على الرغم من أنها ملطخة بالكامل وغير قابلة للقراءة.

## التاريخ
نسب باسل ويليام روبنسون اللوحة إلى فنان أطلق عليه اسم رسام جولستان الذي ساهم بلوحات مصغرة (منمنمات) في مخطوطة كليلة ودمنة الموجودة في مكتبة جولستان الإمبراطورية في طهران. وجدت جيتي نوروزيان العديد من الاختلافات الأسلوبية بين منمنمات موسى وعوج وكليلة ودمنة وخلصت إلى أنها كانت أعمال فنانين مختلفين بتأثيرات مشتركة.
وفقًا لـج.م. روجرز ، أُنشئَت اللوحة في أوائل القرن الخامس عشر إما في بغداد أو تبريز. وتشير الأبحاث اللاحقة التي أجرتها إليانور سيمز، محررة مجلة الفن الإسلامي، إلى أن تاريخ إنشائها يعود إلى الفترة ما بين عامي 1460 و1465 إما في تبريز أو شيراز، مع احتمالية أقل لبغداد. لا يُعرف ما هي المخطوطة التي كانت جزءًا منها، على الرغم من أنها ربما كانت في الأصل النصف الأيمن من الصفحة الأولى لكتاب قصص الأنبياء. تم استخراجه في مرحلة ما من مخطوطته الأصلية، ووضعه على بطاقة، وإدراجه في ألبوم. تم توثيقه لأول مرة في أواخر ثلاثينيات القرن العشرين في كتاب مسح الفن الفارسي من عصور ما قبل التاريخ إلى الوقت الحاضر الذي كتبه بوب وأكيرمان وحصلت عليها مجموعة خليلي للفن الإسلامي بعد عقود من الزمان (رقم الوصول MSS 620). وقد تم تضمينه في المعارض العامة لمجموعة الخليلي، بما في ذلك في أبو ظبي وروسيا. استشهد جامع التحف ديفيد خليلي باللوحة كمثال لكيفية قدرة الفن على تعزيز الوحدة بين الأديان.

## التفسير

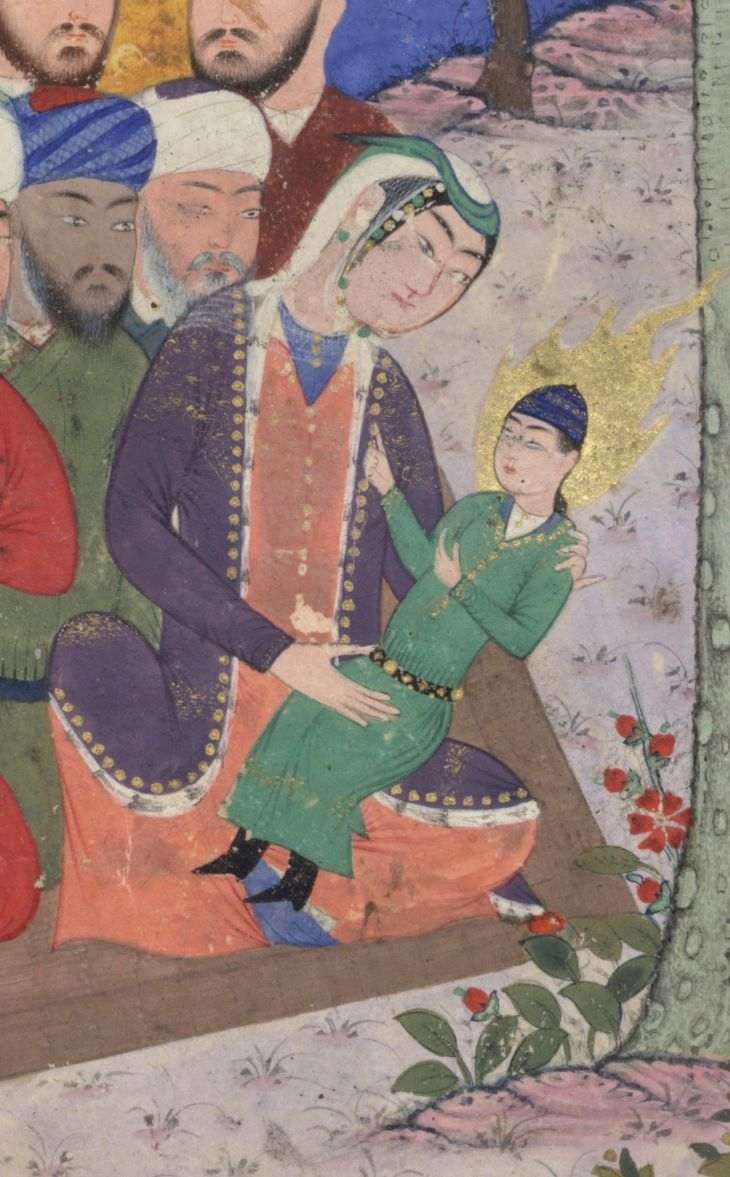
تفاصيل عن العذراء مريم والنبي عيسى

ويظهر في لوحتين أخريين من نفس الفترة النبي محمد جالسًا بين خلفائه وأحفاده وبلال في وضع مماثل. وعلى النقيض من هؤلاء، فإن موسى وعوج لا يتضمنان الملائكة في المجموعة. يُعتقد أن الجمع بين هذه المجموعة وشخصيات من المسيحية واليهودية أمر فريد من نوعه.
وصف إرنست كوهنيل اللوحة بأنها نوع من الثلاثية الدينية. ووصفها باسل ويليام روبنسون بأنها رمز للأديان الإبراهيمية الثلاثة. لوحات أخرى من الفترة الميلادية 1250 إلى 1500 أعطَت النبي محمد ملامح جسدية، على عكس لوحة موسى وعوج التي تُظهره مُحجَّبًا وهالة من النور الذهبي. وهذا يُشير إلى أن قصد الفنان كان التأكيد على مكانة محمد كنبي لا على حقيقته الجسدية. تقول إليانور سيمز أن الشخصيات الأخرى الجالسة مع العذراء مريم هي تلاميذه (حواريوه) . تفسيرها هو أنه من خلال تقديم الأنبياء المسيحيين واليهود في الخلفية والنبي محمد مع الصحابة في المقدمة محاطين باللهب الذهبي، فإنها تؤكد على مكانة النبي محمد باعتباره خاتم الأنبياء.

## طالع أيضًا
- تصوير محمد
- يسوع في الإسلام
- تصوير السيدة العذراء
- موسى في الإسلام

## روابط خارجية
- العملاق "عوج" والأنبياء موسى وعيسى ومحمد ، كتالوج مجموعات الخليلي على الإنترنت